# Uromyces bidenticola
Uromyces bidenticola ist eine Ständerpilzart aus der Ordnung der Rostpilze (Pucciniales). Der Pilz ist ein Endoparasit von Zweizähnen. Symptome des Befalls durch die Art sind Rostflecken und Pusteln auf den Blattoberflächen der Wirtspflanzen. Sie ist weltweit in Tropen und Subtropen verbreitet.

## Merkmale

### Makroskopische Merkmale
Uromyces bidenticola ist mit bloßem Auge nur anhand der auf der Oberfläche des Wirtes hervortretenden Sporenlager zu erkennen. Sie wachsen in Nestern, die als gelbliche bis braune Flecken und Pusteln auf den Blattoberflächen erscheinen.

### Mikroskopische Merkmale
Das Myzel von Uromyces bidenticola wächst wie bei allen Uromyces-Arten interzellulär und bildet Saugfäden, die in das Speichergewebe des Wirtes wachsen. Ihre Spermogonien wachsen überwiegend oberseitig auf der Oberfläche der Wirtsblätter. Die Aecien der Art wachsen um die Spermogonien herum. Ihre zimtbraunen Aeciosporen sind 26–33 × 21–24 µm groß, eiförmig bis breitellipsoid und warzig. Die beid- oder mehrheitlich blattunterseitig wachsenden Uredien des Pilzes sind zimtbraun oder dunkler. Die ebenfalls zimtbraunen Uredosporen sind 26–33 × 21–24 µm groß, eiförmig bis breitellipsoid und stachelwarzig. Die überwiegend blattunterseitig wachsenden Telien der Art sind zimtbraun, kompakt und unbedeckt. Die goldbraunen Teliosporen sind einzellig, in der Regel breit eiförmig bis langellipsoid, glatt und meist 32–40 × 17–20 µm groß. Ihre Stiele sind farblos und bis zu 55 µm lang.

## Verbreitung
Das bekannte Verbreitungsgebiet von Uromyces bidenticola umfasst die tropischen und subtropischen Regionen der ganzen Welt.

## Ökologie
Die Wirtspflanzen von Uromyces bidenticola sind verschiedene Zweizahnarten (Bidens spp.). Der Pilz ernährt sich von den im Speichergewebe der Pflanzen vorhandenen Nährstoffen, seine Sporenlager brechen später durch die Blattoberfläche und setzen Sporen frei. Die Art durchläuft einen makrozyklischen Entwicklungszyklus mit Spermogonien, Aecien, Telien und Uredien. Als autoöker Parasit macht sie keinen Wirtswechsel durch.